# Countryside, Illinois
Countryside är en stad (city) i Cook County, i delstaten Illinois, USA. Enligt United States Census Bureau har staden en folkmängd på 5 920 invånare (2011) och en landarea på 7,5 km².